# Ostracophyto flavicaudalis
Ostracophyto flavicaudalis là một loài ruồi trong họ Tachinidae.